# Homidiana rubrivena
Homidiana rubrivena is een vlinder uit de familie van de Sematuridae. De wetenschappelijke naam van de soort is voor het eerst geldig gepubliceerd in 1919 door Dognin.